# Kundeling Woeser Gyaltsen
Kundeling Woeser Gyaltsen tibétain : ཀུན་བདེ་གླིང་འོད་ཟེར་རྒྱལ་མཚན, Wylie : kun bde gling 'od zer rgyal mtshan, aussi appelé Kundeling Dzasa Woser Gyaltsen, 1915 Tibet – 2001 à Dharamsala en Inde) est un moine et politicien tibétain, qui fut notamment premier ministre du gouvernement tibétain en exil.

## Biographie
Kundeling Woeser Gyaltsen joua un rôle clé dans la fuite du 14e dalaï-lama du Tibet en mars 1959.
A Mussoorie, il supervisa avec Jigmé Taring les débuts de la Tibetan Refugee Educational Institution, la première école pour les réfugiés tibétains ouverte en Inde, inaugurée le 3 mars 1960 par le dalaï-lama qui lui donna ses financements initiaux principaux, et qui vit ses effectifs passés de 50 à 350 en 3 mois.
En 1961, alors qu'il est responsable du ministère des affaires étrangères et de l'éducation et représentant du 14e dalaï-lama à Delhi, Kundeling Woeser Gyaltsen rencontra George Woodcock et son épouse Ingeborg, alors en visite en Inde pour aider les exilés tibétains. Il les exhorta à visiter l'école des enfants réfugiés tibétains à Mussoorie dans l'Uttar Pradesh, et leur suggéra de visiter Dharamsala où vivait le dalaï-lama.
Il est ministre de l'éducation du 2e Cabinet du gouvernement tibétain en exil de 1965 à 1970, avec pour assistant Ratoe Chuwar Trulku à partir du 17 février 1966, puis devient ministre de la religion du 3e Cabinet de 1970 à 1975 avant de devenir Premier ministre du 4e Cabinet de 1975 à 1980.
En avril 1973, Kundeling Woeser Gyaltsen rentrant d'une visite au Japon a rencontré un représentant de la république populaire de Chine à Hong Kong, marquant le début des efforts du dalaï-lama pour initier un dialogue avec les dirigeants chinois. George Patterson, alors journaliste à Hong Kong, a joué un rôle dans la négociation d'une réunion avec des responsables chinois.
Durant l'été 1985, il dirigea la 4e mission d'enquête au Tibet qui comprenait 6 membres, dont Alak Jigme Lhundup vice-président, Tenzin Phuntsok Atisha et Thubten Samphel, et fut envoyée pour enquêter sur les conditions dans l'Amdo. Son rapport fut le plus effrayant. Cette mission posait la question de savoir si les Tibétains rencontreraient le même sort que les Mandchous et les Mongols. Avant de quitter la Chine pour regagner l'Inde, Kundeling pensa opportun de revoir des personnalités avec qu'il avait connu au Tibet avant 1959, dont le 11e panchen-lama, Ngabo Ngawang Jigme et Phuntsok Wangyal. Mais, constamment surveillés, il s’avéra impossible de parler librement avec eux. Durant leur visite, les délégués eurent l'opportunité de célébrer l'anniversaire du dalaï-lama avec le 11e panchen-lama et Phuntsok Wangyal à Beijing.
Il est l'auteur d'une autobiographie en 2 volumes, publiée en tibétain en l'an 2000.

## Publications
- Mi tsheʼi lo rgyus las ʼphros paʼi gtam thabs byus sñiṅ stobs kyi ʼbras bu, Volume 2, Éditeur	Ser-smad glog klad kham phiʼu ṭar sde tshan, 2000